# みうみま
みうみまは、日本の卓球選手であり、ダブルスでしばしばペアを組む平野美宇（ひらの みう）と伊藤美誠（いとう みま）のコンビに対して呼ばれている愛称である。
2人はライバルであると同時に、同じ静岡県生まれ（平野は沼津市、伊藤は磐田市の生まれ）であり、また親友でもある。
このみうみまと同学年である早田ひなを加えたトリオとして「みうみまひな」の愛称で呼ばれることもある。また、みうみまのどちらか一方がダブルスで早田とペアを組む際には「みうひな」および「みまひな」とも呼ばれることがある。
最年少でITTFワールドツアーを優勝、ワールドツアーグランドファイナルを優勝した。
同じ2000年前後生まれの選手で「黄金世代」とも言われる。

## 経歴
2人は共に2000年の生まれで、3歳ごろから卓球を始め5歳のときに初めてダブルスペアを組んだ。
2011年1月、共に小学4年で出場した全日本卓球選手権大会では福原愛の持つ11歳1か月（小学5年）の最年少勝利記録を10歳9か月の平野が更新したが、そのわずか8分後に10歳2か月の伊藤がさらに更新した。
2013年1月、全日本選手権で大会最年少勝利を飾り、2月ITTFワールドツアーカタールオープンで史上最年少で表彰台を果たした。
2014年3月、ITTFワールドツアードイツオープンに出場し女子ダブルスで初優勝した。13歳160日の伊藤は2002年に13歳224日で優勝した郭躍（中国）の記録を抜く史上最年少記録であり、13歳350日の平野は3番目の記録となった。また、2人の合計年齢（27歳145日）が史上最年少記録としてギネス世界記録に認定された。続くスペインオープンでも優勝し2勝目を挙げ、12月のグランドファイナルには第1シードとして出場して日本勢初優勝を果たした、またこの大会の準決勝では伊藤が鼻血を出すというアクシデントがあった。
2015年4月の第53回世界卓球選手権個人戦にシングルス、ダブルスで共に日本代表に選出され世界選手権初出場を果たした。10月のアジア卓球選手権においては日本勢では小西杏、福原愛ペア以来12年ぶりとなる決勝進出を果たし銀メダルを獲得した。12月のグランドファイナルでは前年に続き再び決勝へ進出したが2連覇を逃した。
2016年1月の全日本卓球選手権では2回戦で龍谷大学のペアに1-3で敗れた。リオデジャネイロオリンピック日本代表には伊藤は選ばれたが、平野は選ばれなかったため、ペアを一時解消。リオデジャネイロオリンピックでは平野はサポートメンバーとしてチームに帯同、伊藤は団体競技において福原愛・石川佳純と共に銅メダルを獲得した（伊藤は同競技として最年少のメダル獲得となった）。同年9月のアジアジュニア選手権で8か月ぶりにペアを組んだが、2回戦で中国ペアに敗退した、また12月の世界ジュニア卓球選手権でも2回戦で中国ペアに敗退した。
中国のニュースサイトの「新浪体育」によれば、みうみまが2020年夏季オリンピックで中国女子の最大のライバルになると報道している。
2017年5月の第54回世界卓球選手権個人戦では、平野は石川と、伊藤は早田ひなとペアを組むことが日本卓球協会より発表された。
2018年3月のカタールオープンに2シーズンぶりにペアを再結成、2回戦で中国の陳幸同・孫穎莎ペアにフルゲームの末に敗れた。

## 主な戦歴
- 2013年1月 - 全日本卓球選手権大会 ベスト16[24]
- 2013年2月 - ITTFワールドツアーカタールオープン 3位[25]
- 2014年3月 - ITTFワールドツアードイツオープン 優勝
- 2014年4月 - ITTFワールドツアースペインオープン 優勝
- 2014年6月 - ITTFワールドツアー韓国オープン 準優勝[26]
- 2014年11月 - ITTFワールドツアー スウェーデンオープン  3位[27]
- 2014年12月 - 世界ジュニア卓球選手権 準優勝
- 2014年12月 - ITTFワールドツアーグランドファイナル 優勝
- 2015年1月 - 全日本卓球選手権大会 ベスト16 [28]
- 2015年3月 - ITTFワールドツアースペインオープン 準優勝
- 2015年4月 - 第53回世界選手権個人戦  ベスト32
- 2015年7月 - ITTFワールドツアー韓国オープン 優勝
- 2015年10月 - 第22回アジア卓球選手権（中国語版） 準優勝
- 2015年12月 - ITTFワールドツアーグランドファイナル  準優勝

## 成績

### 最高成績
- 世界選手権 ベスト32（2015）
- ITTFワールドツアー・グランドファイナル 優勝（2014）
- ITTFワールドツアー 優勝3回（ドイツ2014、スペイン2014、韓国2015）
- アジア選手権 準優勝（2015）
- 世界ジュニア選手権 準優勝（2014）
- 全日本選手権 ベスト16（2013、2015）

### 国際大会決勝
優勝4、準優勝4
| 結果   | 年.月   | 大会                             | スコア | 対戦相手                    | 公式動画 |
| ------ | ------- | -------------------------------- | ------ | --------------------------- | -------- |
| 優勝   | 2014.03 | ワールドツアードイツOP           | 3-0    | グジボフスカ/パルティカ     |          |
| 優勝   | 2014.04 | ワールドツアースペインOP         | 3-2    | リュウ・ジャ/バチェノフスカ |          |
| 準優勝 | 2014.06 | ワールドツアー韓国OP             | 0-3    | 陳可/王曼昱                 |          |
| 優勝   | 2014.12 | ワールドツアーグランドファイナル | 4-0    | グジボフスカ/パルティカ     |          |
| 準優勝 | 2015.03 | ワールドツアースペインOP         | 2-3    | 福原愛/若宮三紗子           |          |
| 優勝   | 2015.07 | ワールドツアー韓国OP             | 3-2    | 早田ひな/佐藤瞳             |          |
| 準優勝 | 2015.10 | 第22回アジア卓球選手権           | 0-4    | キム・ヘソン/リ・ミギョン   |          |
| 準優勝 | 2015.12 | ワールドツアーグランドファイナル | 0-4    | 丁寧/朱雨玲                 |          |

### 大会成績一覧
| W | F | B | QF | #R |

略語の説明
W=優勝, F=準優勝, B=3位, QF=ベスト8, #R=#回戦敗退
| 年   | 世界選手権 | グランドファイナル | アジア選手権 | 世界ジュニア選手権 | 全日本選手権 |
| ---- | ---------- | ------------------ | ------------ | ------------------ | ------------ |
| 2013 |            |                    |              | 1R                 | 5R           |
| 2014 |            | W                  |              | F                  | 4R           |
| 2015 | 2R         | F                  | F            |                    | 5R           |
| 2016 |            |                    |              | 2R                 | 2R           |

## 記録

### ギネス世界記録
- Youngest winners of an ITTF World Tour Doubles title (combined age)[29]

「ITTFワールドツアー・ダブルス最年少優勝（合計年齢）」
記録：27歳145日　（2014年3月30日）

## ライバルとして
幼少期からライバルとしてシングルスでの対戦も多くあり、24戦中、平野美宇8勝・伊藤美誠16勝。その内決勝が6回、勝った方が優勝が13回である。ITTF公式戦では10戦中、平野4勝・伊藤6勝。国内公式戦では8戦中、平野3勝・伊藤5勝である。（2019年末時点）

### シングルス対戦成績
平野美宇vs伊藤美誠 (8-16)
| ITTF公式戦 | 国内公式戦 | 大会優勝者 |

| No. | 年.月   | 大会                           | ラウンド    | 勝者     | スコア | 平野美宇 | 伊藤美誠 | 公式動画 |
| --- | ------- | ------------------------------ | ----------- | -------- | ------ | -------- | -------- | -------- |
| 1   | 2009.07 | カブの部                       | 準決勝      | 平野美宇 | 3-2    | 1        | 0        |          |
| 2   | 2011.08 | 東アジアホープス大会           | 決勝        | 平野美宇 | 3-1    | 2        | 0        |          |
| 3   | 2011.09 | チャイニーズタイペイカデットOP | 準決勝      | 伊藤美誠 | 3-0    | 2        | 1        |          |
| 4   | 2011.09 | 世界ジュニア代表選考会         | 総当たり    | 伊藤美誠 | 3-0    | 2        | 2        |          |
| 5   | 2011.11 | カデットの部13歳以下           | 決勝        | 平野美宇 | 3-0    | 3        | 2        |          |
| 6   | 2012.08 | 東アジアホープス大会           | 決勝        | 伊藤美誠 | 3-1    | 3        | 3        |          |
| 7   | 2012.09 | 世界ジュニア代表選考会         | 総当たり    | 伊藤美誠 | 3-2    | 3        | 4        |          |
| 8   | 2013.09 | 世界ジュニア代表選考会         | 第1ステージ | 伊藤美誠 | 3-2    | 3        | 5        |          |
| 9   | 2014.12 | 世界選手権代表選考会           | 第2ステージ | 伊藤美誠 | 3-1    | 3        | 6        |          |
| 10  | 2015.01 | ジュニアの部                   | 準決勝      | 伊藤美誠 | 3-2    | 3        | 7        |          |
| 11  | 2015.01 | ワールドツアーハンガリーOP U21 | 準々決勝    | 伊藤美誠 | 3-1    | 3        | 8        |          |
| 12  | 2015.03 | ワールドツアースペインOP U21   | 決勝        | 平野美宇 | 3-2    | 4        | 8        |          |
| 13  | 2015.05 | ワールドツアーベラルーシOP     | 準々決勝    | 伊藤美誠 | 4-1    | 4        | 9        |          |
| 14  | 2016.01 | 全日本選手権                   | 準決勝      | 平野美宇 | 4-0    | 5        | 9        |          |
| 15  | 2016.04 | ワールドツアーポーランドOP     | 3回戦       | 平野美宇 | 4-3    | 6        | 9        |          |
| 16  | 2016.04 | アジアカップ                   | 5位決定戦   | 平野美宇 | 4-3    | 7        | 9        |          |
| 17  | 2016.10 | ワールドカップ                 | 準々決勝    | 平野美宇 | 4-1    | 8        | 9        |          |
| 18  | 2017.03 | ジャパントップ12               | 第1ステージ | 伊藤美誠 | 3-1    | 8        | 10       |          |
| 19  | 2018.01 | 全日本選手権                   | 決勝        | 伊藤美誠 | 4-1    | 8        | 11       |          |
| 20  | 2019.03 | ジャパントップ12               | 準決勝      | 伊藤美誠 | 4-3    | 8        | 12       |          |
| 21  | 2019.06 | ワールドツアー香港OP           | 準決勝      | 伊藤美誠 | 4-2    | 8        | 13       |          |
| 22  | 2019.07 | ワールドツアーオーストラリアOP | 2回戦       | 伊藤美誠 | 4-2    | 8        | 14       |          |
| 23  | 2019.10 | ワールドツアースウェーデンOP   | 2回戦       | 伊藤美誠 | 4-3    | 8        | 15       |          |
| 24  | 2019.12 | ジャパントップ12               | 決勝        | 伊藤美誠 | 4-1    | 8        | 16       |          |

## 受賞
- 上月スポーツ賞（2014、2015）

## テレビ出演
- 『ド短期ツメコミ教育!豪腕!コーチング!!』 テレビ東京 (2008年2月21日)
- 『Crossroad』 テレビ東京 #79(2015年4月25日)

他多数